# Watertoren (Scherpenisse)
De watertoren in Scherpenisse, in de Nederlandse provincie Zeeland, is gebouwd in 1922 naar ontwerp van bouwbedrijf MABEG. De toren heeft een hoogte van 52,4 meter en inhoud van 350 m3.